# Kanton Temse
Kanton Temse is een kieskanton in de Belgische provincie Oost-Vlaanderen. Tot 1970 was er ook een gerechtelijk kanton Temse met een vredegerecht.

## Kieskanton Temse
Het kieskanton Temse omvat de gemeenten Temse en Kruibeke. Het maakt deel uit van het provinciedistrict Sint-Niklaas, het kiesarrondissement Dendermonde-Sint-Niklaas en de kieskring Oost-Vlaanderen.

### Structuur
| Temse            | Temse            | Supranationaal         | Nationaal                         | Nationaal                 | Gemeenschap               | Gewest                    | Provincie                 | Arrondissement           | Provinciedistrict | Kanton          | Gemeente        | District         |
| ---------------- | ---------------- | ---------------------- | --------------------------------- | ------------------------- | ------------------------- | ------------------------- | ------------------------- | ------------------------ | ----------------- | --------------- | --------------- | ---------------- |
| Administratief   | Niveau           | Europese Unie          | België                            | België                    | Vlaanderen                | Vlaanderen                | Oost-Vlaanderen           | Sint-Niklaas             | Sint-Niklaas      | Sint-Niklaas    | Temse Kruibeke  | -                |
| Administratief   | Bestuur          | Europese Commissie     | Belgische regering                | Belgische regering        | Vlaamse regering          | Vlaamse regering          | Deputatie                 | Deputatie                | Deputatie         | Deputatie       | Gemeentebestuur | Districtscollege |
| Administratief   | Raad             | Europees Parlement     | Kamer van volksvertegenwoordigers | Vlaams Parlement          | Vlaams Parlement          | Vlaams Parlement          | Provincieraad             | Provincieraad            | Provincieraad     | Provincieraad   | Gemeenteraad    | Districtsraad    |
| Kiesomschrijving | Kiesomschrijving | Nederlands Kiescollege | Kieskring Oost-Vlaanderen         | Kieskring Oost-Vlaanderen | Kieskring Oost-Vlaanderen | Kieskring Oost-Vlaanderen | Kieskring Oost-Vlaanderen | Dendermonde-Sint-Niklaas | Sint-Niklaas      | Temse           | Temse Kruibeke  | -                |
| Verkiezing       | Verkiezing       | Europese               | Federale                          | Federale                  | Vlaamse                   | Vlaamse                   | Provincieraads-           | Provincieraads-          | Provincieraads-   | Provincieraads- | Gemeenteraads-  | Districtsraads-  |